# Каперці трав'яні
Каперці трав'янисті (ін.назва: каперці колючі) лат. Capparis herbacea, синонім — лат. Capparis spinosa — напівкущова рослина родини каперцевих.
Стебла голі або негусто запушені, сланкі, до 1,5 м завдовжки. Листки чергові, короткочерешкові, цілісні, еліптичні або овальні, на верхівці загострені, з прилистками у вигляді коротких прямих або зігнутих шипів. Квітки великі (5—7 см у діаметрі), білі або блідо-рожеві, чотиричленні, з численними тичинками, пазушні, одиничні, на довгих (5—6 см завдовжки) ніжках. Плід — ягодоподібний, м'ясистий. Цвітуть у травні — жовтні. Плоди достигають у червні — жовтні.

## Поширення
Каперці трав'янисті ростуть у Криму на сухих кам'янистих схилах і приморських галечниках.

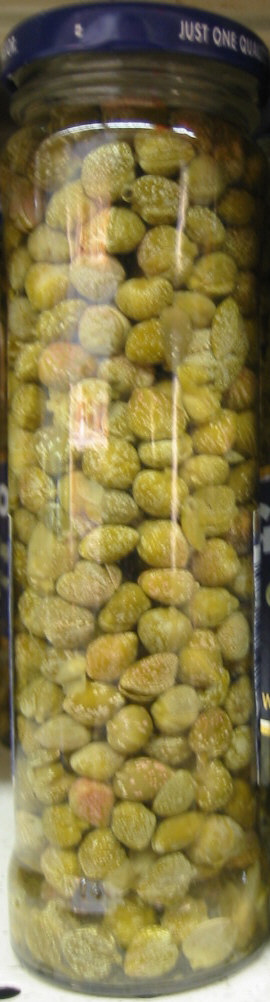
Мариновані каперси в банці

## Сировина
Для лікарських потреб використовують стиглі плоди і кору коренів. З викопаного восени коріння здирають кору і сушать. Пуп'янки квіток, верхівки пагонів з бутонами, молоді плоди, мариновані в оцті, вживають під назвою «каперси» як приправу до їжі. Рослина неофіцинальна.

### Хімічний склад
Плоди каперців містять тіоглікозиди, стероїдні сапоніни, рутин, аскорбінову кислоту (23—57 мг%), цукри (до 12%), фермент мірозин, червоний барвник, ефірну і жирну олію та йод; у квітках і бутонах є сапоніни, рутин (до 0,32%), кверцетин, аскорбінова кислота (до 150 мг%) і барвник. У коренях є глікозид капаридин.

## Фармакологічні властивості і використання
У народній медицині каперці трав'янисті (особливо свіжі частини рослини) відомі своїми в'яжучими, діуретичними, антисептичними та аналгетичними властивостями. Свіжу кору коренів або свіже листя жують при зубному болю, свіжу потовчену кору коренів прикладають до гнійних виразок. Плоди вживають при зубному болю, хворобах ясен і щитоподібної залози та при геморої. В клінічних умовах одержано позитивні результати при лікуванні хвороб щитоподібної залози консервованим соком із стиглих плодів каперців.
Відвар з висушеної кори коренів приймають усередину при іпохондрії, істеричних припадках, паралічах, простудних і ревматичних ломотах, при жовтяниці й хворобах селезінки. Експериментальними спостереженнями встановлено, що відвар і спиртова настойка коріння каперців прискорюють процес згортання крові.

## Каперси в кулінарії
Каперси мають специфічний терпкий кисло-гіркий смак. Завдяки цьому вони є важливим доповненням для багатьох страв середземноморської кухні, додають їм виразності. Збагачують смак страв з птиці, риби, макаронних виробів, морепродуктів і піци. В Україні поширилися насамперед як добавка до піци.

## Галерея

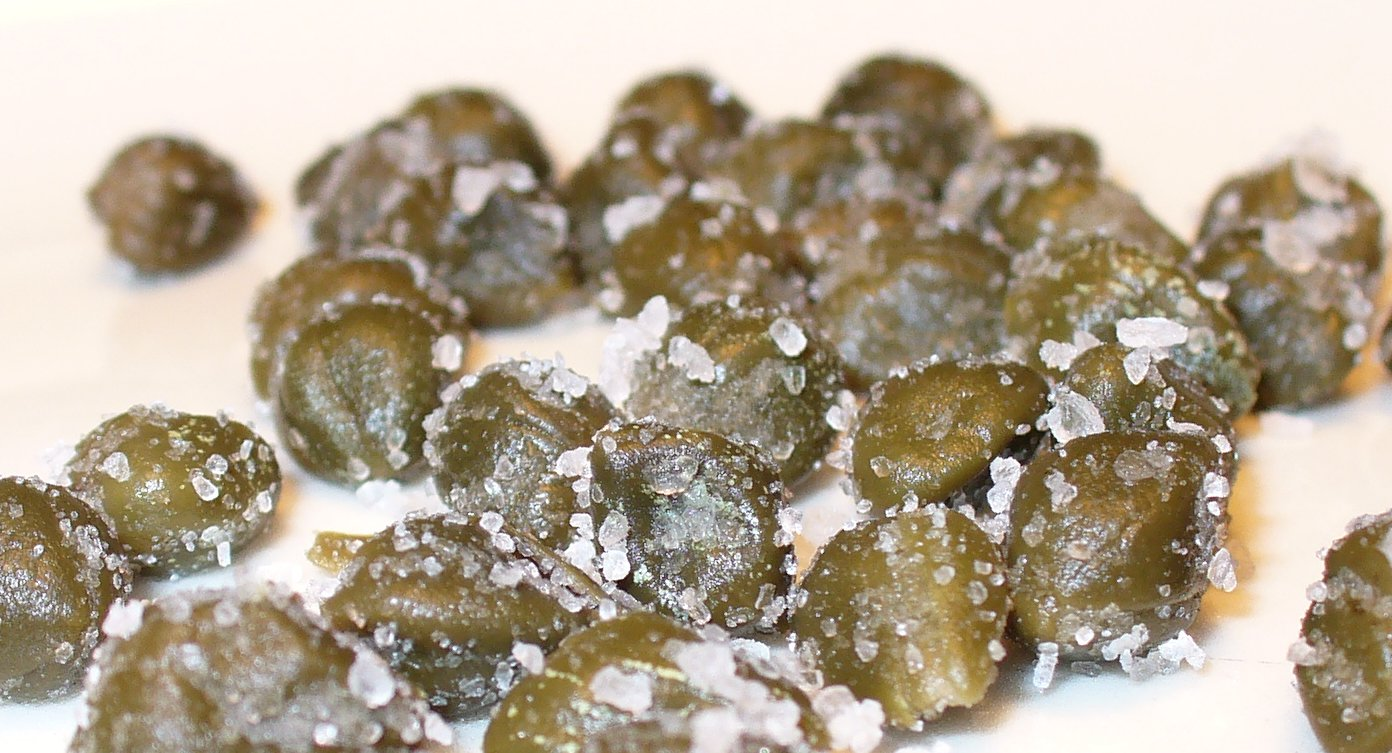
Солоні каперси
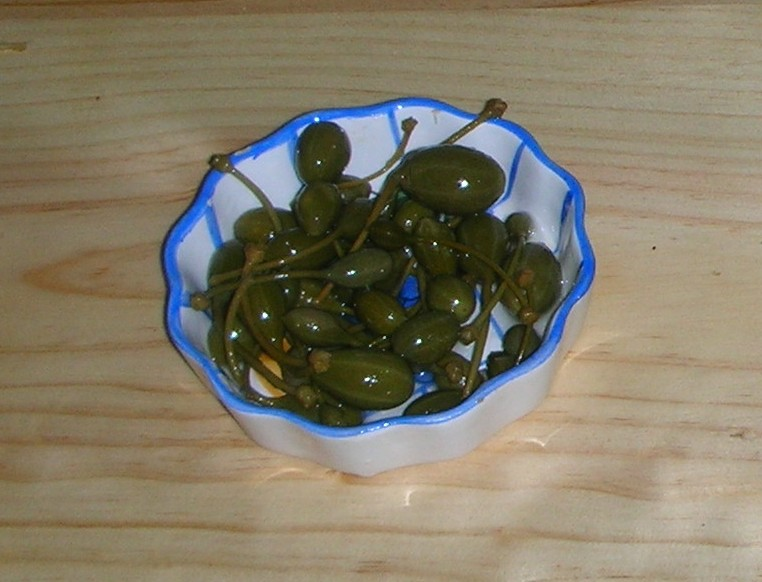
Мариновані каперси
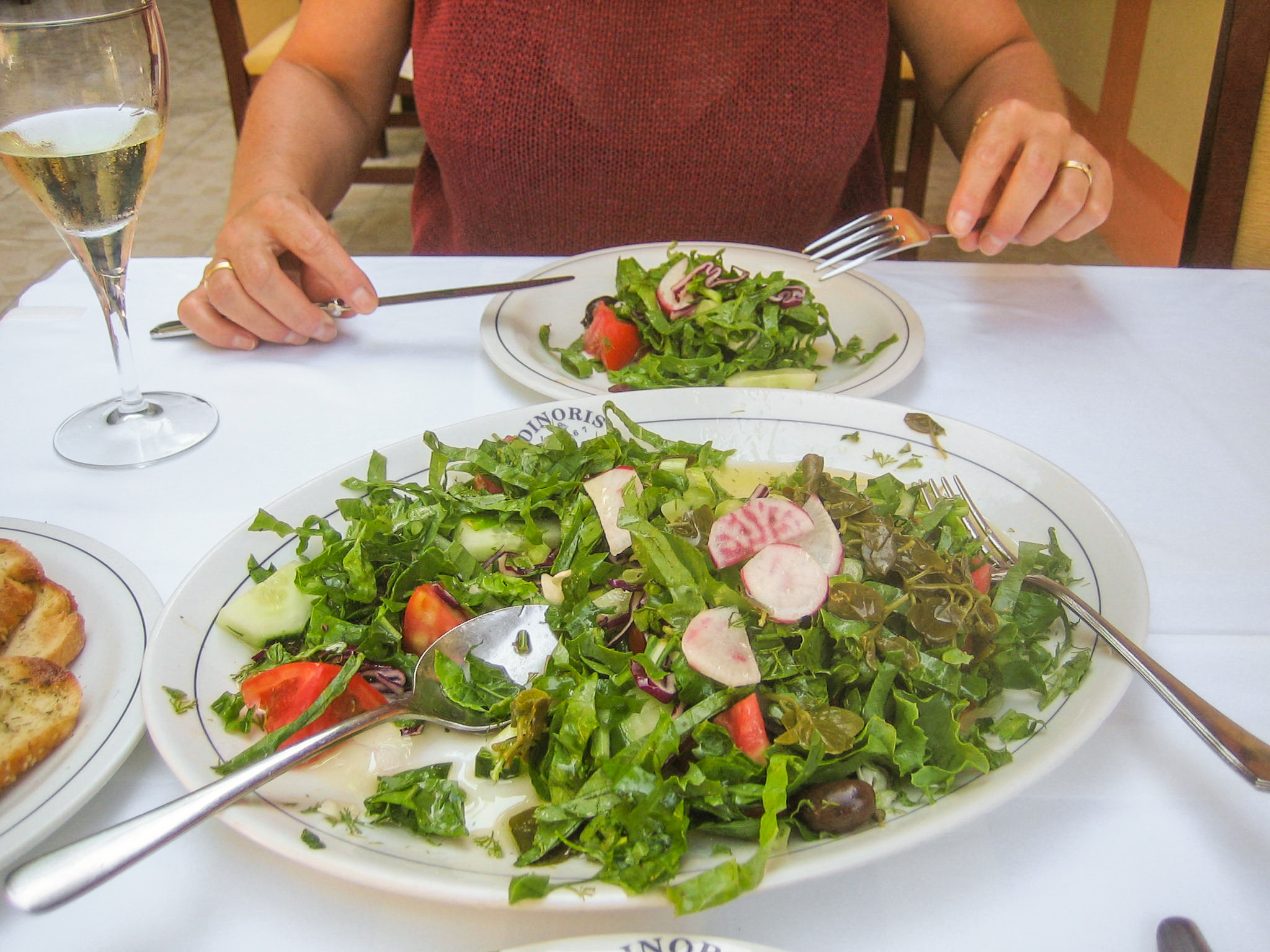
Листя каперсів, мариновані або варені, як додаток до салатів